# Diocesi di Hearst-Moosonee

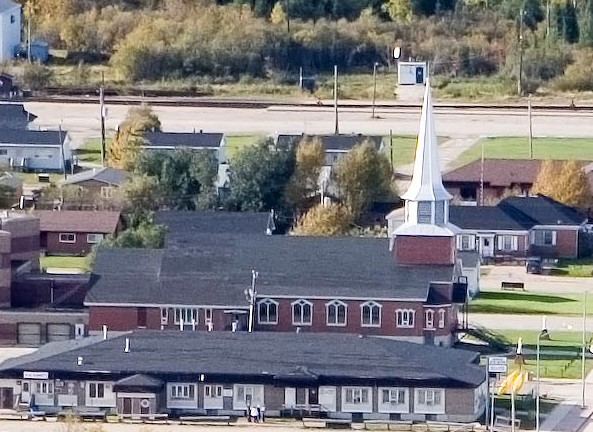
L'ex cattedrale di Cristo Re a Moosonee.

La diocesi di Hearst-Moosonee (in latino Dioecesis Hearstensis-Musonitana) è una sede della Chiesa cattolica in Canada suffraganea dell'arcidiocesi di Ottawa-Cornwall. Nel 2023 contava 27.000 battezzati su 67.800 abitanti. È retta dal vescovo Pierre Olivier Tremblay, O.M.I.

## Territorio
La sua ubicazione è nella parte centro-settentrionale della provincia dell'Ontario, in Canada. Confina ad est con la diocesi di Amos, a sud-est con le diocesi di Timmins e Rouyn-Noranda, a sud con la diocesi di Sault Sainte Marie, ad ovest con l'arcidiocesi di Keewatin-Le Pas e a sud-ovest con la diocesi di Thunder Bay.
Sede vescovile è la città di Hearst, dove si trova la cattedrale dell'Assunzione di Maria (Notre-Dame-de-l'Assomption), mentre a Moosonee si trova l'ex cattedrale di Cristo Re.
Il territorio si estende per 1.108.830 km² ed è suddiviso in 27 parrocchie e 13 missioni.

### Parrocchie
- Hearst: Notre Dame de L'Assomption (cattedrale)
- Moosonee: Christ the King
- Attawapiskat: Saint Francis Xavier
- Chapleau: Sacred Heart of Jesus
- Cochrane: Transfiguration
- Fauquier: Sainte Agnès
- Foleyet: Notre-Dame-des-Sept-Douleurs
- Fort Albany: Holy Angels
- Fort Hope: Our Lady of Hope
- Geraldton: Saint Therese of the Infant Jesus
- Gogama: Notre-Dame-du-Rosaire
- Hornepayne: Holy Name of Jesus
- Kapuskasing:
  - Immaculée Conception
  - Notre-Dame-des-Victoires
  - Saint Patrick
- Lansdowne House: Lansdowne House/Neskantaga
- Longlac: Saint Jean-Baptiste
- Mattice: Saint François Xavier
- Moonbeam: La Nativité-de-Marie
- Nakina: Saint Brigid
- Ogoki: Sacred Heart of Jesus
- Opasatika: Saint Antoine-de-Padoue
- Peawanuck: Blessed Kateri Tekawitha
- Pickle Lake: Our Lady of the Holy Rosary
- Smooth Rock Falls: Sainte Gertrude

## Storia

### Diocesi di Hearst

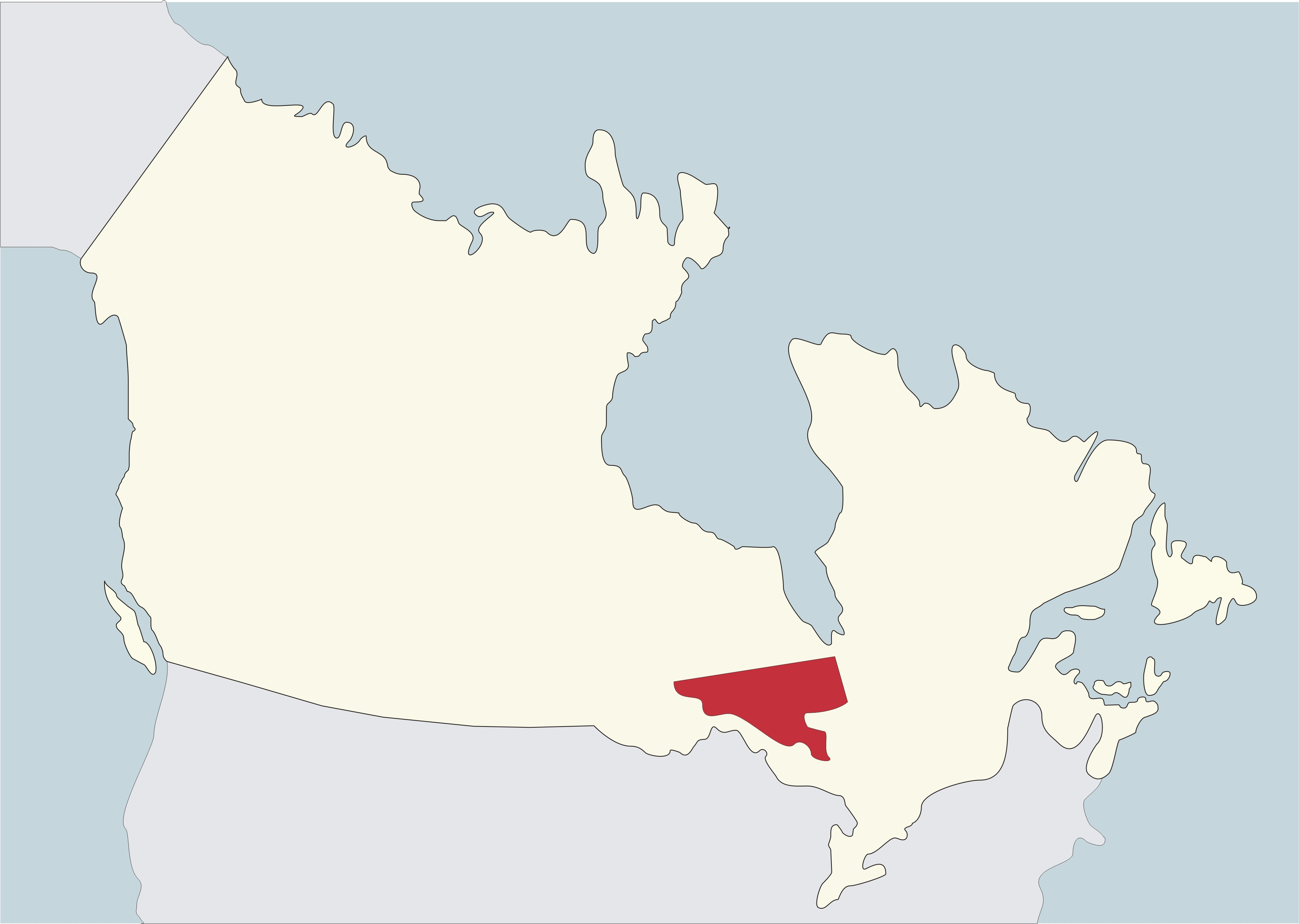
Mappa della diocesi di Hearst.

La prefettura apostolica dell'Ontario settentrionale fu eretta da papa Benedetto XV il 18 aprile 1919, ricavandone il territorio dalla diocesi di Haileybury (oggi diocesi di Timmins).
Il 27 novembre 1920 la prefettura apostolica fu elevata a vicariato apostolico con il breve Incumbentis Nobis dello stesso papa Benedetto XV.
Il 3 dicembre 1938 il vicariato apostolico cedette una porzione del suo territorio a vantaggio dell'erezione del vicariato apostolico della Baia di James (successivamente diocesi di Moosonee). Lo stesso giorno in virtù della bolla Maxime interest il vicariato apostolico incorporò una porzione di territorio già appartenuto alla diocesi di Haileybury e fu elevato a diocesi, assumendo il nome di «diocesi di Hearst».
Prima dell'unione si estendeva su 108.830 km² ed era suddivisa in 18 parrocchie.

### Diocesi di Moosonee

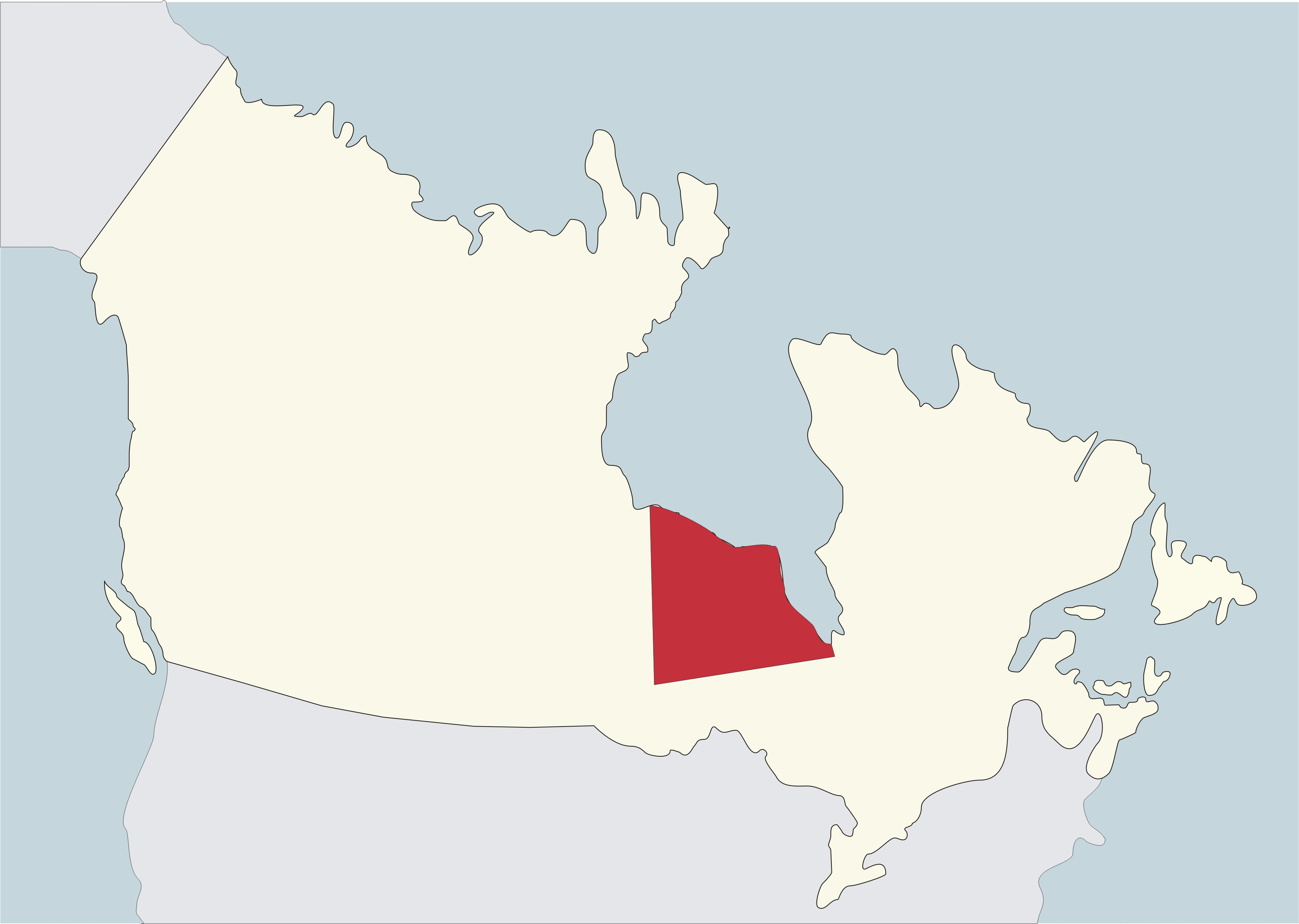
Mappa della diocesi di Moosonee.

Il vicariato apostolico della Baia di James fu eretto il 3 dicembre 1938 con la bolla Ad christiani populi di papa Pio XI, ricavandone il territorio dalla diocesi di Haileybury (oggi diocesi di Timmins) e del vicariato apostolico dell'Ontario settentrionale (in seguito diocesi di Hearst). Originariamente il vicariato apostolico faceva parte della provincia ecclesiastica dell'arcidiocesi di Ottawa (oggi arcidiocesi di Ottawa-Cornwall).
Il 13 luglio 1967 il vicariato apostolico fu elevato a diocesi in forza della bolla Adsiduo perducti di papa Paolo VI e ha assunto il nome di «diocesi di Moosonee»; contestualmente è entrata a far parte della provincia ecclesiastica dell'arcidiocesi di Keewatin-Le Pas.
Il 31 maggio 2007 cedette la porzione del suo territorio che ricadeva nella provincia del Québec alla diocesi di Amos.
Il 25 gennaio 2016 la diocesi passò dalla giurisdizione della Congregazione per l'evangelizzazione dei popoli alla giurisdizione della Congregazione per i vescovi.
Prima dell'unione si estendeva su 900.000 km² ed era suddivisa in 12 parrocchie.

### Le sedi unite
Dal 2007 al 2016 le diocesi di Hearst e di Moosonee sono state unite in persona episcopi. Dal 2016 al 2018 la diocesi di Moosonee è stata retta dal vescovo di Hearst in qualità di amministratore apostolico.
Il 3 dicembre 2018 papa Francesco ha stabilito la fusione delle diocesi di Hearst e di Moosonee con la bolla Nostrum officium; nella stessa data la Congregazione per i vescovi ha emanato il decreto Ob Musonitanae dioecesi con i medesimi provvedimenti; la nuova circoscrizione ha assunto il nome attuale ed è diventata suffraganea dell'arcidiocesi di Ottawa (oggi arcidiocesi di Ottawa-Cornwall).

## Cronotassi dei vescovi
Si omettono i periodi di sede vacante non superiori ai 2 anni o non storicamente accertati.

### Vescovi di Hearst
- Joseph-Jean-Baptiste Hallé † (18 aprile 1918 - 3 dicembre 1938 dimesso)
- Joseph Charbonneau † (20 giugno 1939 - 18 maggio 1940 nominato vescovo coadiutore di Montréal[4])
- Albini LeBlanc † (14 dicembre 1940 - 22 dicembre 1945 nominato vescovo di Gaspé)
- Georges-Léon Landry † (22 febbraio 1946 - 14 gennaio 1952 dimesso[5])
- Louis Lévesque † (9 giugno 1952 - 13 aprile 1964 nominato vescovo coadiutore di Rimouski[6])
- Jacques Landriault † (27 maggio 1964 - 24 marzo 1971 nominato vescovo di Timmins)
- Roger-Alfred Despatie † (8 febbraio 1973 - 13 aprile 1993 dimesso)
- Pierre Fisette, P.M.E. † (27 dicembre 1993 - 21 dicembre 1995 deceduto)
- André Vallée, P.M.E. † (19 agosto 1996 - 3 novembre 2005 ritirato)
- Vincent Cadieux, O.M.I. (25 luglio 2007 - 2 febbraio 2016 ritirato)
- Robert Ovide Bourgon (2 febbraio 2016 - 3 dicembre 2018 nominato vescovo di Hearst-Moosonee)

### Vescovi di Moosonee
- Joseph Marie Henri Belleau, O.M.I. † (11 dicembre 1939 - 21 aprile 1964 dimesso[7])
- Jules Leguerrier, O.M.I. † (21 aprile 1964 - 29 marzo 1991 ritirato)
- Vincent Cadieux, O.M.I. (26 novembre 1991 - 2 febbraio 2016 ritirato)
  - Sede vacante (2016-2018)[8]

### Vescovi di Hearst-Moosonee
- Robert Ovide Bourgon (3 dicembre 2018 - 29 novembre 2020 dimesso)[9]
- Pierre Olivier Tremblay, O.M.I., dal 24 giugno 2022

## Statistiche
La diocesi nel 2023 su una popolazione di 67.800 persone contava 27.000 battezzati, corrispondenti al 39,8% del totale.
| anno                       | popolazione | popolazione | popolazione | presbiteri | presbiteri | presbiteri | presbiteri                | diaconi | religiosi | religiosi | parrocchie |
| anno                       | battezzati  | totale      | %           | numero     | secolari   | regolari   | battezzati per presbitero | diaconi | uomini    | donne     | parrocchie |
| -------------------------- | ----------- | ----------- | ----------- | ---------- | ---------- | ---------- | ------------------------- | ------- | --------- | --------- | ---------- |
| diocesi di Hearst          |             |             |             |            |            |            |                           |         |           |           |            |
| 1950                       | 15.800      | 24.490      | 64,5        | 39         | 29         | 10         | 405                       |         | 10        | 72        | 27         |
| 1966                       | 33.775      | 51.360      | 65,8        | 49         | 40         | 9          | 689                       |         | 5         | 112       | 33         |
| 1970                       | 31.914      | 48.953      | 65,2        | 50         | 37         | 13         | 638                       |         | 19        | 89        | 31         |
| 1976                       | 34.080      | 49.515      | 68,8        | 38         | 29         | 9          | 896                       |         | 13        | 78        | 32         |
| 1980                       | 34.348      | 50.718      | 67,7        | 34         | 26         | 8          | 1.010                     |         | 12        | 62        | 30         |
| 1990                       | 32.288      | 50.341      | 64,1        | 29         | 29         |            | 1.113                     | 3       |           | 33        | 30         |
| 1999                       | 30.383      | 39.468      | 77,0        | 24         | 23         | 1          | 1.265                     | 1       | 1         | 14        | 29         |
| 2000                       | 29.243      | 38.328      | 76,3        | 25         | 24         | 1          | 1.169                     | 3       | 1         | 15        | 29         |
| 2001                       | 28.615      | 37.700      | 75,9        | 23         | 22         | 1          | 1.244                     | 4       | 1         | 13        | 28         |
| 2002                       | 29.643      | 38.728      | 76,5        | 25         | 24         | 1          | 1.185                     | 4       | 1         | 10        | 29         |
| 2003                       | 30.499      | 39.584      | 77,0        | 24         | 24         |            | 1.270                     | 4       |           | 10        | 29         |
| 2004                       | 29.563      | 38.336      | 77,1        | 25         | 25         |            | 1.182                     | 4       |           | 9         | 27         |
| 2006                       | 27.908      | 36.681      | 76,1        | 22         | 22         |            | 1.268                     | 2       |           | 7         | 22         |
| 2013                       | 26.500      | 33.300      | 79,6        | 18         | 18         |            | 1.472                     | 2       |           | 1         | 18         |
| 2016                       | 23.327      | 28.435      | 82,0        | 16         | 15         | 1          | 1.457                     | 1       | 1         | 3         | 18         |
| diocesi di Moosonee        |             |             |             |            |            |            |                           |         |           |           |            |
| 1949                       | 1.570       | 6.200       | 25,3        | 19         |            | 19         | 82                        |         | 45        | 24        |            |
| 1966                       | 2.782       | 12.456      | 22,3        | 21         |            | 21         | 132                       |         | 28        | 14        | 14         |
| 1968                       | 2.582       | 13.065      | 19,8        | 18         |            | 18         | 143                       |         | 41        | 34        |            |
| 1976                       | 3.500       | 20.000      | 17,5        | 15         | 2          | 13         | 233                       |         | 36        | 26        | 15         |
| 1980                       | 4.000       | 20.200      | 19,8        | 16         | 3          | 13         | 250                       | 1       | 31        | 20        | 15         |
| 1990                       | 4.100       | 20.400      | 20,1        | 12         | 2          | 10         | 341                       | 1       | 14        | 11        | 15         |
| 1999                       | 5.330       | 19.990      | 26,7        | 6          | 1          | 5          | 888                       | 1       | 8         | 9         | 18         |
| 2000                       | 5.455       | 19.998      | 27,3        | 6          | 1          | 5          | 909                       |         | 8         | 9         | 17         |
| 2001                       | 5.367       | 20.155      | 26,6        | 5          | 1          | 4          | 1.073                     |         | 7         | 6         | 18         |
| 2002                       | 5.710       | 21.121      | 27,0        | 4          | 1          | 3          | 1.427                     | 1       | 6         | 4         | 20         |
| 2003                       | 6.000       | 22.100      | 27,1        | 4          | 1          | 3          | 1.500                     | 9       | 6         | 4         | 20         |
| 2004                       | 6.100       | 22.200      | 27,5        | 4          | 1          | 3          | 1.525                     | 1       | 5         | 4         | 18         |
| 2013                       | 7.200       | 33.800      | 21,3        | 3          |            | 3          | 2.400                     | 1       | 5         |           | 12         |
| 2016                       | 7.450       | 34.900      | 21,3        | 3          |            | 3          | 2.483                     |         | 3         |           | 12         |
| diocesi di Hearst-Moosonee |             |             |             |            |            |            |                           |         |           |           |            |
| 2018                       | 27.675      | 64.176      | 43,1        | 21         | 17         | 4          | 1.317                     | 20      | 4         | 3         | 25         |
| 2019                       | 28.000      | 65.000      | 43,1        | 21         | 18         | 3          | 1.333                     | 2       | 3         | 3         | 25         |
| 2021                       | 26.520      | 66.820      | 39,7        | 26         | 20         | 6          | 1.020                     | 1       | 6         |           | 25         |
| 2023                       | 27.000      | 67.800      | 39,8        | 24         | 18         | 6          | 1.125                     | 1       | 6         |           | 27         |

### Per la diocesi di Hearst
- (LA) Breve Incumbentis Nobis (PDF), AAS 13 (1921), p. 186.
- (LA) Bolla Maxime interest (PDF), AAS 31 (1939), p. 90.

### Per la diocesi di Moosonee
- (EN) David Cheney, Diocesi di Moosonee, su Catholic-Hierarchy.org.
- (EN) Diocesi di Moosonee, su GCatholic.org.
- (LA) Bolla Ad christiani populi (PDF), AAS 31 (1939), p. 96.
- (LA) Bolla Adsiduo perducti (PDF), AAS 59 (1967), pp. 1114-1116.